# 李芾

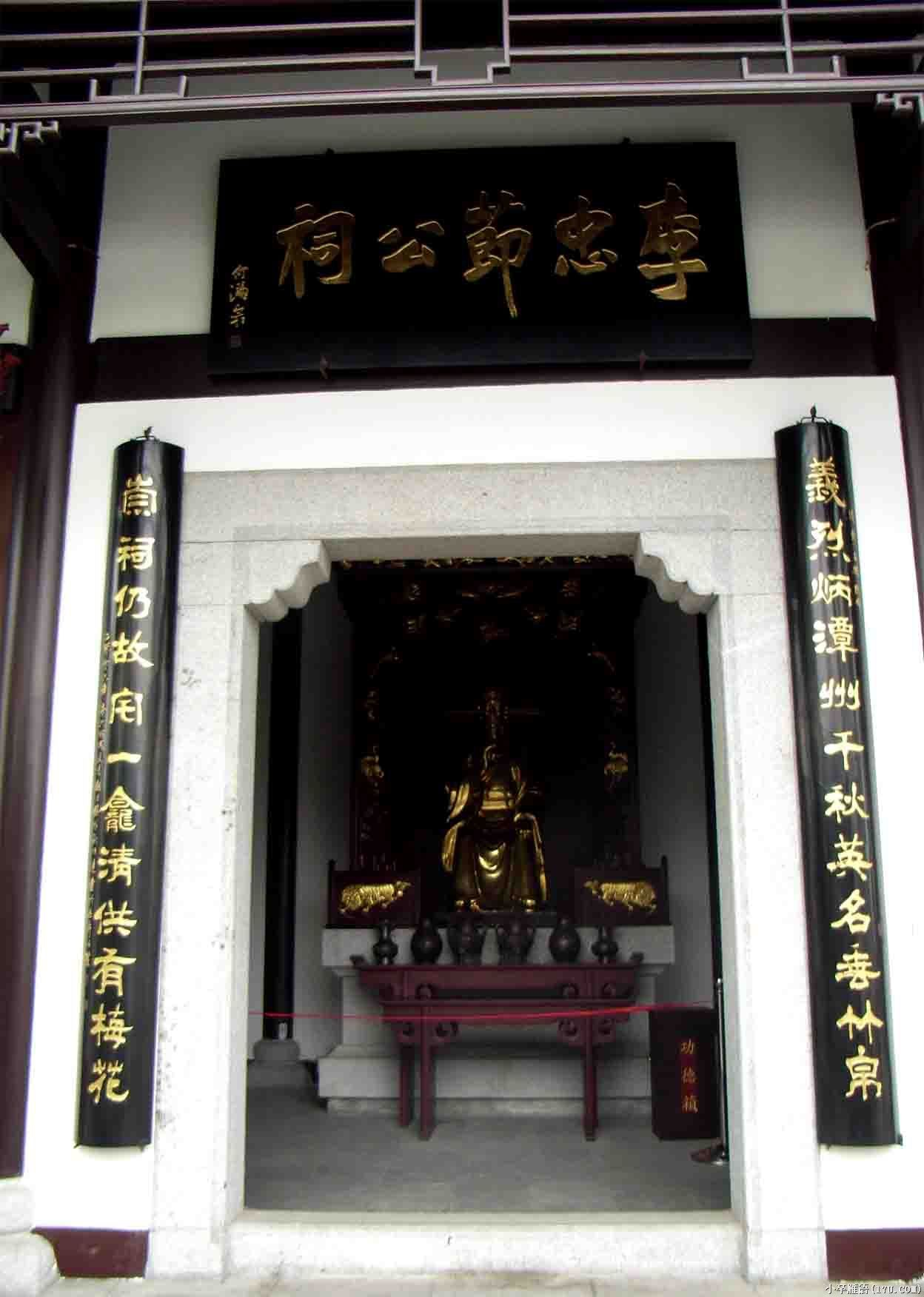
衡阳石鼓书院李忠节公祠里的李芾塑像

李芾（？—1276年1月18日），字叔章，號肯齋（見《宋人傳記資料索引》），今湖南衡阳人，南宋抗元将领，曾任南安司户、祁阳尉、临安知府、潭州知州兼湖南安抚使等职，在长沙抗元之战中殉国。

## 生平

### 早期仕途
李芾字叔章，从小就聪敏机警。且为人刚直不阿，不畏强权，处事精明机敏，奸猾的人骗不了他。
李芾早年靠先人的业绩补缺做南安司户，后被征召做了祁阳尉，因救济灾荒而有了好名声。李芾代理祁阳县知县，因治理祁阳县有功，李芾又被征召做了湖南安抚司幕官。在湖南安抚司幕官任上，李芾成功处理了永州当地长期未能招降的盗寇。李芾跟参议邓炯领了一千三百人攻破了盗寇蒋时选的巢穴，将蒋时选父子活捉，余党便自行退散。李芾随后担任湘潭县知县，湘潭县的豪门大户曾掣肘前任县令的管理，但李芾不惧豪门大户，清查户籍摊派赋税时，都不躲避权势，这才使赋税劳役很公平。

### 得罪贾似道
咸淳元年，李芾被调回临安府做府尹。当时的南宋朝廷由权相贾似道主政，上一任的临安府府尹事无巨细都要先禀告贾似道才去实行。但李芾不向贾似道禀报，还因福王府逼死人的案件，与贾似道家人垄断火攻战具两件事上得罪了贾似道。被贾似道指使谏官黄万石以贪赃罪诬告李芾，罢免了他的府尹之职。事实上，李芾平生为官清廉，家无余财。

### 抵抗元军
元军攻取鄂州时，李芾才被重新起用，担任做湖南提刑。此时的湖南各县正受盗寇骚扰，百姓多数四散奔逃，李芾征调百姓武装起来自卫，另召民兵聚集在衡阳一带做防守准备。又因贾似道兵败芜湖，朝廷恢复李芾官职，让李芾掌握潭州兼任湖南安抚使，但这时湖北州郡都已被元军占领，李芾不顾朋友劝阻，仍去上任。
德佑元年七月，李芾到达潭州。这时潭州的军队将被调尽，元军先头部队已经进入湘阴、益阳各县。混乱中李芾只召募到二千多人，李芾命令刘孝忠统率各军。十月元军攻打西壁，孝忠等人奋力迎战，李芾冒着危险亲自督战。对于受伤的将士，他都亲自去安抚慰劳，每天用忠义之道勉励他的将士。死伤的人多到堆叠在一起，人们还是登城拼死一战。元军方面有来招降的，李芾杀了他来示众。

### 自杀殉国
年三十之夜，元兵登上城楼，无法击退。衡州太守尹谷带着全家自焚，参议杨震投花园水池而死。李芾坐熊湘阁召来部下沈忠，让沈忠先杀死自己全家，以免受辱。沈忠伏地叩头，推辞这个任务，但李芾坚决命令他去做。沈忠哭泣允诺，用刀杀死李芾全家，再焚烧他们的居所。沈忠后回家杀掉自己的妻子儿女，再返回火场，投火自杀。幕僚茶陵顧應焱、安仁陈亿孙都自杀。潭州百姓听说消息后，多举家自尽，城无虚井，缢死于树林的人累累相比。吴继明等人以城投降，陈毅冲破包围，将要奔往闽地，中途战死。

### 朝廷赠谥
潭州城的消息传到南宋朝廷后，朝廷赠李芾端明殿大学士，谥号“忠节”。李芾的儿子李裕孙、孙子李辅叔因在外地而幸免，南宋二王把他们都召入福建为官。

## 家系
李芾的祖先是廣平人(今河北省永年縣)，後來徙居開封。高祖李升考中進士，為官有廉名。靖康年間，金人要殺他的父親，李升上前保護父親，父子皆為金人所殺。曾祖李椿徙家衡州(今湖南省衡陽市)。
儿子：李裕孙

孙子：李辅叔

## 纪念设施
- 衡州城南金鳌山的李芾故宅被改建为李忠节公祠，配祀李芾部将沈忠和衡阳县令穆演祖，后来移建到石鼓山南麓[18]。1944年衡阳保卫战期间，石鼓书院全部被日军飞机炸毁。2006年，衡阳市复建了石鼓书院，也重建了李忠节公祠[19]。
- 长沙的熊湘阁也被改为李忠节公祠以供祭祀[20]。但如今仅有故址在天心区路边井小学内[21]。